# Grb Grčke
Današnji grb Grčke (zapravo amblem) sastoji se od štita svjetlo - plave (azure) boje i bijelog (argent) jednakokrakog križa na sredini (fess point) čiji krakovi sežu do ivica štita. Štit je u potpunosti okružen lovorovim vijencem.

## Povijest
Grčki je grb od 1822. godine mijenjan nekoliko puta - prvobitno je bio štit s prikazom božice Atene i sove, potom je dodat feniks, da bi potom grčke dinastije dodavale svoje elemente grbu.
Grb je u ovakvom obliku od 1967., a izgled mu je precizno propisan 1975.